# Ústecký vikariát

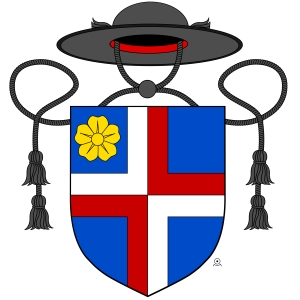
Blason vikariátního znaku
V modrém štítu stříbrně a červeně čtvrcený kříž provázený vpravo nahoře zlatou pětilistou růží se zlatým semeníkem a zlatými okvětními lístky. Vše převýšeno černým kněžským kloboukem se dvěma černými střapci. Růže jakožto mariánský symbol odkazuje v prvé řadě na patrocinium ústeckého arciděkanského kostela. Dále je připomínkou dalšího ústeckého kostela sv. Vojtěcha, neboť růže byla považována za domnělý znak Slavníkovců.

Ústecký vikariát se nachází v severních Čechách a je jedním z 10 vikariátů litoměřické diecéze. Je církevní územní správní jednotkou v litoměřické diecézi, která hraničí ze západu s teplickým vikariátem, z jihu s litoměřickým vikariátem a ze severozápadu s děčínským vikariátem. Ze severu při hranici s Německem hraničí s diecézí drážďansko-míšeňskou. Z hlediska územního členění státní správy je rozsahem téměř totožný s okresem Ústí nad Labem pouze oblast Malečova a Homole u Panny patří do sousedního litoměřického vikariátu.
Vikariát je tvořen 24 farnostmi. Jednotlivé farnosti jsou ve vikariátu sdružené do farních obvodů (kolatur), kdy z důvodu nedostatku kněží má jeden kněz na starosti farností více. Z hlediska státní správy kolatura může připomínat obce s pověřeným obecním úřadem či obce s rozšířenou působností. Ve farnostech ústeckého vikariátu se nachází dohromady 32 kostelů a řada větších kaplí, které jsou uvedeny v přehledu. Dále je zde mnoho menších kaplí a kapliček, božích muk, křížů a jiných sakrálních památek, které jsou uvedeny na stránkách pojednávajících o konkrétních farnostech. Přirozeným centrem vikariátu je Ústí nad Labem, které dalo vikariátu jméno. Okrskovým vikářem je od roku 2010 Józef Szeliga, který je zároveň okrskovým vikářem vikariátu litoměřického.
Významnými poutními místy s úctou k Panně Marii jsou kostel Narození Panny Marie v Trmicích a torze skalní kaple Navštívení Panny Marie v Mírkově. Dalším poutním místem je kostel sv. Barbory v Dubici. K důležitým duchovním centrům ústeckého vikariátu patří mj. arciděkanský kostel Nanebevzetí Panny Marie a poblíž stojící kostel sv. Vojtěcha s dominikánským klášterem vše v Ústí nad Labem. K architektonickým skvostům patří kostel sv. Floriána v Krásném Březně, který byl prohlášen v roce 2008 za národní kulturní památku.

## Seznam farností ústeckého vikariátu

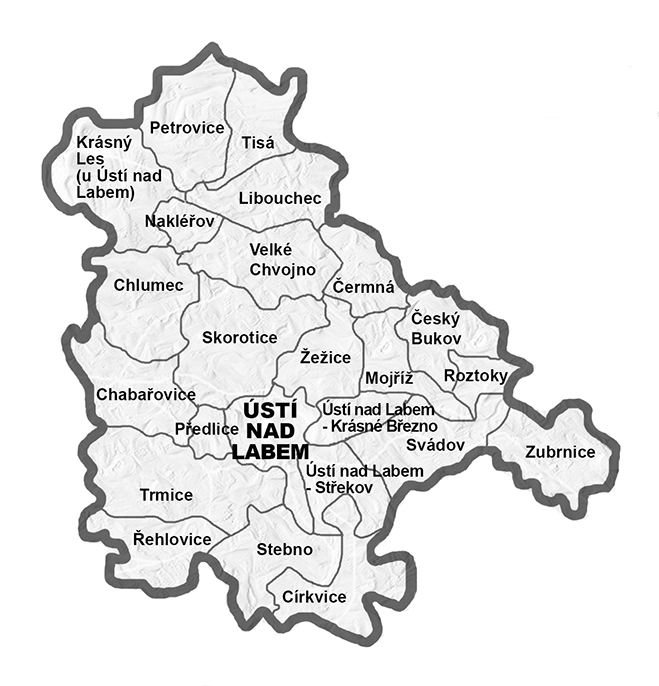

1. Církvice
2. Čermná
3. Český Bukov
4. Chabařovice
5. Chlumec
6. Krásný Les (u Ústí nad Labem)
7. Libouchec
8. Mojžíř
9. Nakléřov
10. Petrovice
11. Předlice
12. Roztoky
13. Řehlovice
14. Skorotice
15. Stebno u Ústí nad Labem
16. Svádov
17. Tisá
18. Trmice
19. Ústí n. L.-Krásné Březno
20. Ústí n. L.-Střekov
21. Ústí nad Labem
22. Velké Chvojno
23. Zubrnice
24. Žežice

| Přehled kostelů a kaplí v ústeckém vikariátu | Přehled kostelů a kaplí v ústeckém vikariátu | Přehled kostelů a kaplí v ústeckém vikariátu | Přehled kostelů a kaplí v ústeckém vikariátu | Přehled kostelů a kaplí v ústeckém vikariátu | Přehled kostelů a kaplí v ústeckém vikariátu | Přehled kostelů a kaplí v ústeckém vikariátu            | Přehled kostelů a kaplí v ústeckém vikariátu | Přehled kostelů a kaplí v ústeckém vikariátu |
| Fotografie                                   | Patrocinium                                  | Slavnost                                     | Místo                                        | Statut                                       | Farnost                                      | Diecézní katalog                                        | Souřadnice                                   | Č. kulturní památky (Pk, Mn, MIS, Sez, Obr)  |
| -------------------------------------------- | -------------------------------------------- | -------------------------------------------- | -------------------------------------------- | -------------------------------------------- | -------------------------------------------- | ------------------------------------------------------- | -------------------------------------------- | -------------------------------------------- |
|                                              | Nanebevzetí Panny Marie (Církvice)           | 15. srpna                                    | Církvice                                     | farní kostel                                 | Farnost Církvice                             | bohoslužby                                              | 50°35′27″ s. š., 14°2′8″ v. d.               | 12265/5-5506 (Pk•MIS•Sez•Obr•WD)             |
|                                              | Nanebevzetí Panny Marie (Krásný Les)         | 15. srpna                                    | Krásný Les                                   | farní kostel                                 | Farnost Krásný Les                           | bohoslužby                                              | 50°46′17″ s. š., 13°55′24″ v. d.             | 42714/5-186 (Pk•MIS•Sez•Obr•WD)              |
|                                              | Nanebevzetí Panny Marie (Ústí nad Labem)     | 15. srpna                                    | Ústí nad Labem                               | farní kostel                                 | Farnost Ústí nad Labem                       | bohoslužby                                              | 50°39′33″ s. š., 14°2′27″ v. d.              | 42984/5-264 (Pk•MIS•Sez•Obr•WD)              |
|                                              | Narození sv. Jana Křtitele (Jedovina)        | 24. června                                   | Jedovina                                     | kaple                                        | Farnost Trmice                               |                                                         | 50°37′42″ s. š., 13°56′24″ v. d.             | —                                            |
|                                              | Narození sv. Jana Křtitele (Roztoky)         | 24. června                                   | Roztoky                                      | farní kostel                                 | Farnost Roztoky                              | bohoslužby                                              | 50°41′13″ s. š., 14°10′50″ v. d.             | 10693/5-5642 (Pk•MIS•Sez•Obr•WD)             |
|                                              | Narození Panny Marie (Chabařovice)           | 8. září                                      | Chabařovice                                  | farní kostel                                 | Farnost Chabařovice                          | bohoslužby                                              | 50°40′21″ s. š., 13°56′35″ v. d.             | 42757/5-172 (Pk•MIS•Sez•Obr•WD)              |
|                                              | Narození Panny Marie (Trmice)                | 8. září                                      | Trmice                                       | farní kostel                                 | Farnost Trmice                               | bohoslužby                                              | 50°38′34″ s. š., 13°59′41″ v. d.             | 42925/5-276 (Pk•MIS•Sez•Obr•WD)              |
|                                              | Navštívení Panny Marie (Povrly)              | 31. května                                   | Povrly                                       | filiální kostel, obecní                      | Farnost Roztoky                              | bohoslužby                                              | 50°40′24″ s. š., 14°9′40″ v. d.              | —                                            |
|                                              | Nejsvětějšího Srdce Ježíšova (Hostovice)     | druhý pátek po N. Trojici                    | Hostovice                                    | kaple                                        | Farnost Trmice                               | bohoslužby Archivováno 17. 12. 2019 na Wayback Machine. | 50°38′34″ s. š., 14°1′ v. d.                 | —                                            |
|                                              | Nejsvětější Trojice (Habří)                  | první neděle po letnicích                    | Habří                                        | kaple                                        | Farnost Řehlovice                            | bohoslužby                                              | 50°37′16″ s. š., 13°56′43″ v. d.             | 50868/5-5905 (Pk•MIS•Sez•Obr•WD)             |
|                                              | Nejsvětější Trojice (Chlumec)                | první neděle po letnicích                    | Chlumec                                      | kaple                                        | Farnost Chlumec                              | bohoslužby                                              | 50°42′4″ s. š., 13°56′32″ v. d.              | 43307/5-181 (Pk•MIS•Sez•Obr•WD)              |
|                                              | Nejsvětější Trojice (Neznabohy)              | první neděle po letnicích                    | Neznabohy                                    | kaple                                        | Farnost Skorotice                            |                                                         | 50°42′25″ s. š., 14°1′55″ v. d.              | —                                            |
|                                              | Nejsvětější Trojice (Nová Ves)               | první neděle po letnicích                    | Nová Ves                                     | kaple                                        | Farnost Ústí nad Labem-Střekov               | bohoslužby                                              | 50°38′35″ s. š., 14°4′14″ v. d.              | 42331/5-221 (Pk•MIS•Sez•Obr•WD)              |
|                                              | Nejsvětější Trojice (Řehlovice)              | první neděle po letnicích                    | Řehlovice                                    | farní kostel                                 | Farnost Řehlovice                            | bohoslužby                                              | 50°36′26″ s. š., 13°57′13″ v. d.             | 44009/5-5295 (Pk•MIS•Sez•Obr•WD)             |
|                                              | Nejsvětější Trojice (Ústí-Střekov)           | první neděle po letnicích                    | Ústí nad Labem-Střekov                       | farní kostel                                 | Farnost Ústí nad Labem-Střekov               | bohoslužby                                              | 50°39′5″ s. š., 14°3′26″ v. d.               | —                                            |
|                                              | Nejsvětější Trojice (Zubrnice)               | první neděle po letnicích                    | Zubrnice                                     | kaple (hřbitovní)                            | Farnost Zubrnice                             |                                                         | 50°38′53″ s. š., 14°13′26″ v. d.             | 43584/5-2677 (Pk•MIS•Sez•Obr•WD)             |
|                                              | Nejsvětější Trojice (Žichlice)               | první neděle po letnicích                    | Žichlice                                     | kaple                                        | Farnost Řehlovice                            | bohoslužby                                              |                                              | 43584/5-2677 (Pk•MIS•Sez•Obr•WD)             |
|                                              | Panny Marie (Koštov)                         | 1. ledna                                     | Koštov                                       | kaple                                        | Farnost Trmice                               | bohoslužby                                              | 50°37′55″ s. š., 13°59′32″ v. d.             | —                                            |
|                                              | Panny Marie (Telnice)                        | 1. ledna                                     | Telnice                                      | kaple                                        | Farnost Chlumec                              |                                                         | 50°43′29″ s. š., 13°57′48″ v. d.             | —                                            |
|                                              | Panny Marie (Ústí nad Labem)                 | 1. ledna                                     | Ústí nad Labem                               | kaple (farní dům)                            | Farnost Ústí nad Labem                       | bohoslužby                                              | 50°39′34″ s. š., 14°2′24″ v. d.              | —                                            |
|                                              | Panny Marie Bolestné (Chlumec)               | 15. září                                     | Chlumec                                      | kaple                                        | Farnost Chlumec                              |                                                         | 50°42′32″ s. š., 13°54′16″ v. d.             | —                                            |
|                                              | Povýšení sv. Kříže (Brná)                    | 14. září                                     | Brná                                         | kaple                                        | Farnost Církvice                             | bohoslužby                                              | 50°37′ s. š., 14°4′43″ v. d.                 | —                                            |
|                                              | Povýšení sv. Kříže (Hrbovice)                | 14. září                                     | Hrbovice                                     | kaple                                        | Farnost Chabařovice                          | bohoslužby Archivováno 17. 12. 2019 na Wayback Machine. | 50°39′45″ s. š., 13°58′27″ v. d.             | —                                            |
|                                              | sv. Anny (Brná)                              | 26. července                                 | Brná                                         | kaple                                        | Farnost Církvice                             |                                                         | 50°37′12″ s. š., 14°4′44″ v. d.              | 43316/5-160 (Pk•MIS•Sez•Obr•WD)              |
|                                              | sv. Anny (Tisá)                              | 26. července                                 | Tisá                                         | farní kostel                                 | Farnost Tisá                                 | bohoslužby                                              | 50°47′9″ s. š., 14°1′45″ v. d.               | 12563/5-5502 (Pk•MIS•Sez•Obr•WD)             |
|                                              | sv. Antonína (Libouchec)                     | 13. června                                   | Libouchec                                    | kaple                                        | Farnost Libouchec                            | bohoslužby                                              | 50°45′40″ s. š., 14°3′27″ v. d.              | 42552/5-195 (Pk•MIS•Sez•Obr•WD)              |
|                                              | sv. Antonína Pad. (Přestanov)                | 13. června                                   | Přestanov                                    | kaple                                        | Farnost Chabařovice                          | bohoslužby                                              | 50°41′12″ s. š., 13°55′12″ v. d.             | 11228/5-5746 (Pk•MIS•Sez•Obr•WD)             |
|                                              | sv. Barbory (Dubice)                         | 4. prosince                                  | Dubice                                       | filiální kostel                              | Farnost Stebno u Ústí n.L.                   | bohoslužby                                              | 50°35′24″ s. š., 14°1′21″ v. d.              | 42606/5-165 (Pk•MIS•Sez•Obr•WD)              |
|                                              | sv. Floriána (Krásné Březno)                 | 4. května                                    | Krásné Březno                                | farní kostel                                 | Farnost Ústí n.L.-Krásné Březno              | bohoslužby                                              | 50°40′ s. š., 14°4′53″ v. d.                 | 43239/5-3520 (Pk•MIS•Sez•Obr•WD)             |
|                                              | sv. Floriána (Strážky)                       | 4. května                                    | Strážky                                      | kaple                                        | Farnost Skorotice                            | bohoslužby                                              | 50°42′23″ s. š., 14°0′57″ v. d.              | —                                            |
|                                              | sv. Floriána (Suchá)                         | 4. května                                    | Suchá                                        | kaple                                        | Farnost Stebno u Ústí n.L.                   | bohoslužby                                              | 50°36′43″ s. š., 13°59′59″ v. d.             | —                                            |
|                                              | sv. Havla (Chlumec)                          | 16. října                                    | Chlumec                                      | farní kostel                                 | Farnost Chlumec                              | bohoslužby                                              | 50°41′58″ s. š., 13°56′24″ v. d.             | —                                            |
|                                              | sv. Jakuba Staršího (Svádov)                 | 25. července                                 | Svádov                                       | farní kostel                                 | Farnost Svádov                               | bohoslužby                                              | 50°39′44″ s. š., 14°6′27″ v. d.              | 43570/5-249 (Pk•MIS•Sez•Obr•WD)              |
|                                              | sv. Jana Křtitele (Chabařovice)              | 24. června                                   | Chabařovice                                  | kaple                                        | Farnost Chabařovice                          | bohoslužby                                              | 50°40′12″ s. š., 13°57′6″ v. d.              | 43404/5-175 (Pk•MIS•Sez•Obr•WD)              |
|                                              | sv. Jana Nepomuckého (Stradov)               | 16. května                                   | Stradov                                      | kaple                                        | Farnost Chabařovice                          | bohoslužby                                              | 50°41′38″ s. š., 13°55′18″ v. d.             | 52189/5-5946 (Pk•MIS•Sez•Obr•WD)             |
|                                              | sv. Jana a Pavla (Podlešín)                  | 26. června                                   | Podlešín                                     | kaple                                        | Farnost Stebno u Ústí n.L.                   | bohoslužby                                              | 50°37′21″ s. š., 14°2′8″ v. d.               | —                                            |
|                                              | sv. Josefa (Předlice)                        | 19. března                                   | Předlice                                     | farní kostel                                 | Farnost Předlice                             | bohoslužby                                              | 50°39′27″ s. š., 13°59′43″ v. d.             | —                                            |
|                                              | sv. Josefa (Telnice)                         | 19. března                                   | Telnice                                      | filiální kostel                              | Farnost Chlumec                              | bohoslužby                                              | 50°43′58″ s. š., 13°57′27″ v. d.             | —                                            |
|                                              | sv. Josefa (Vaňov)                           | 19. března                                   | Vaňov                                        | filiální kostel                              | Farnost Ústí nad Labem                       | bohoslužby                                              | 50°37′27″ s. š., 14°3′39″ v. d.              | —                                            |
|                                              | sv. Martina (Lipová)                         | 11. listopadu                                | Lipová                                       | filiální kostel                              | Farnost Čermná                               | bohoslužby                                              | 50°42′59″ s. š., 14°5′18″ v. d.              | 42338/5-203 (Pk•MIS•Sez•Obr•WD)              |
|                                              | sv. Máří Magdaleny (Zubrnice)                | 22. července                                 | Zubrnice                                     | farní kostel                                 | Farnost Zubrnice                             | bohoslužby                                              | 50°38′56″ s. š., 14°13′12″ v. d.             | 42976/5-4945 (Pk•MIS•Sez•Obr•WD)             |
|                                              | sv. Mikuláše (Čermná)                        | 6. prosince                                  | Čermná                                       | farní kostel                                 | Farnost Čermná                               | bohoslužby                                              | 50°44′25″ s. š., 14°5′2″ v. d.               | 102693 (Pk•MIS•Sez•Obr•WD)                   |
|                                              | sv. Mikuláše (Petrovice)                     | 6. prosince                                  | Petrovice                                    | farní kostel                                 | Farnost Petrovice                            | bohoslužby                                              | 50°47′23″ s. š., 13°58′29″ v. d.             | 42729/5-224 (Pk•MIS•Sez•Obr•WD)              |
|                                              | sv. Mikuláše (Všebořice)                     | 6. prosince                                  | Všebořice                                    | filiální kostel                              | Farnost Skorotice                            | bohoslužby Archivováno 26. 5. 2021 na Wayback Machine.  | 50°41′ s. š., 13°59′36″ v. d.                | 42431/5-279 (Pk•MIS•Sez•Obr•WD)              |
|                                              | sv. Petra a Pavla (Žežice)                   | 29. června                                   | Žežice                                       | farní kostel                                 | Farnost Žežice                               | bohoslužby                                              | 50°41′8″ s. š., 14°4′14″ v. d.               | 42337/5-184 (Pk•MIS•Sez•Obr•WD)              |
|                                              | sv. Prokopa (Chvalov)                        | 4. července                                  | Chvalov                                      | kaple                                        | Farnost Stebno u Ústí n.L.                   | bohoslužby                                              | 50°36′9″ s. š., 14°3′28″ v. d.               | 43706/5-164 (Pk•MIS•Sez•Obr•WD)              |
|                                              | sv. Prokopa (Knínice)                        | 4. července                                  | Knínice                                      | kaple                                        | Farnost Zubrnice                             | bohoslužby                                              | 50°38′38″ s. š., 14°14′19″ v. d.             | —                                            |
|                                              | sv. Šimona a Judy (Mojžíř)                   | 28. října                                    | Mojžíř                                       | farní kostel                                 | Farnost Mojžíř                               | bohoslužby                                              | 50°40′54″ s. š., 14°6′53″ v. d.              | 10933/5-5646 (Pk•MIS•Sez•Obr•WD)             |
|                                              | sv. Šimona a Judy (Stebno)                   | 28. října                                    | Stebno                                       | farní kostel                                 | Farnost Stebno u Ústí n.L.                   | bohoslužby                                              | 50°36′55″ s. š., 14°1′2″ v. d.               | 44109/5-5503 (Pk•MIS•Sez•Obr•WD)             |
|                                              | sv. Václava (Brozánky)                       | 28. září                                     | Brozánky                                     | filiální kostel                              | Farnost Řehlovice                            | bohoslužby                                              | 50°36′28″ s. š., 13°56′12″ v. d.             | 43572/5-238 (Pk•MIS•Sez•Obr•WD)              |
|                                              | sv. Václava (Roudníky)                       | 28. září                                     | Roudníky                                     | filiální kostel                              | Farnost Trmice                               | bohoslužby                                              | 50°39′ s. š., 13°55′15″ v. d.                | 13448/5-5428 (Pk•MIS•Sez•Obr•WD)             |
|                                              | sv. Václava (Skorotice)                      | 28. září                                     | Skorotice                                    | farní kostel                                 | Farnost Skorotice                            | bohoslužby                                              | 50°41′23″ s. š., 14°0′27″ v. d.              | 42686/5-242 (Pk•MIS•Sez•Obr•WD)              |
|                                              | sv. Václava (Valtířov)                       | 28. září                                     | Valtířov                                     | filiální kostel                              | Farnost Svádov                               | bohoslužby                                              | 50°40′23″ s. š., 14°7′12″ v. d.              | 43081/5-282 (Pk•MIS•Sez•Obr•WD)              |
|                                              | sv. Vincence Ferrerského (Sebuzín)           | 5. dubna                                     | Sebuzín                                      | kaple                                        | Farnost Církvice                             | bohoslužby                                              | 50°35′39″ s. š., 14°3′51″ v. d.              | 42711/5-240 (Pk•MIS•Sez•Obr•WD)              |
|                                              | sv. Vojtěcha (Ústí nad Labem)                | 23. dubna                                    | Ústí nad Labem                               | filiální kostel (klášterní)                  | Farnost Ústí nad Labem                       | bohoslužby                                              | 50°39′33″ s. š., 14°2′32″ v. d.              | 42740/5-265 (Pk•MIS•Sez•Obr•WD)              |
|                                              | Tří králů (Libouchec)                        | 6. ledna                                     | Libouchec                                    | farní kostel                                 | Farnost Libouchec                            | bohoslužby                                              | 50°45′39″ s. š., 14°2′36″ v. d.              | 43635/5-193 (Pk•MIS•Sez•Obr•WD)              |
|                                              | Všech svatých (Arnultovice)                  | 1. listopadu                                 | Arnultovice                                  | filiální kostel                              | Farnost Skorotice                            | bohoslužby                                              | 50°42′47″ s. š., 14°2′44″ v. d.              | 42896/5-209 (Pk•MIS•Sez•Obr•WD)              |
|                                              | Kaple (Božtěšice)                            | zasvěcení neznámé                            | Božtěšice                                    | kaple                                        | Farnost Skorotice                            |                                                         | 50°41′27″ s. š., 14°1′20″ v. d.              | —                                            |
|                                              | Kaple (Habrovice)                            | zasvěcení neznámé                            | Habrovice                                    | kaple                                        | Farnost Skorotice                            |                                                         | 50°42′13″ s. š., 14°0′8″ v. d.               | —                                            |
|                                              | Kaple (Lysá)                                 | zasvěcení neznámé                            | Lysá                                         | kaple                                        | Farnost Český Bukov                          |                                                         | 50°42′13″ s. š., 14°7′31″ v. d.              | —                                            |
|                                              | Kaple (Malé Březno)                          | zasvěcení neznámé                            | Malé Březno                                  | kaple                                        | Farnost Svádov                               |                                                         | 50°40′18″ s. š., 14°10′8″ v. d.              | 42315/5-211 (Pk•MIS•Sez•Obr•WD)              |
|                                              | Kaple (Mírkov)                               | zasvěcení neznámé                            | Mírkov                                       | kaple                                        | Farnost Mojžíř                               |                                                         | 50°41′43″ s. š., 14°6′52″ v. d.              | —                                            |
|                                              | Kaple (Neštěmice)                            | zasvěcení neznámé                            | Neštěmice                                    | kaple                                        | Farnost Mojžíř                               |                                                         | 50°40′24″ s. š., 14°6′15″ v. d.              | 42966/5-219 (Pk•MIS•Sez•Obr•WD)              |
|                                              | Kaple (Ústí nad Labem)                       | zasvěcení neznámé                            | Ústí nad Labem                               | kaple Univerzita JEP                         | Farnost Ústí nad Labem                       | bohoslužby                                              | 50°39′57″ s. š., 14°1′29″ v. d.              | —                                            |

## Farní obvody ústeckého vikariátu
Farnosti jsou z důvodu efektivity duchovní správy spojeny do farních obvodů (kolatur).  Upřesňující údaje v kolonce správce se vztahují k obsazené farnosti. Farnosti mají osoby pověřené různými funkcemi uvedené na svých stránkách či v diecézním katalogu.
| Farnosti                       | Farnosti | Farnosti | Farnosti                                    |
| Farnost obsazená duchovním     | Farnost spravovaná excurrendo                                                                                | Správce | Web a facebook farní kolatury               |
| ------------------------------ | --- | --- | ------------------------------------------- |
| Trmice                         | Chabařovice • Předlice • Řehlovice • Stebno                                                                  | R.D. Mgr. Jiří Voleský, in spiritualibus                                                                                | Web farnosti Trmice farnosti Trmice         |
| Ústí nad Labem – arciděkanství | Čermná • Chlumec • Krásný Les • Libouchec • Nakléřov • Petrovice • Skorotice • Tisá • Velké Chvojno • Žežice | J.M. can. Mgr. Miroslav Šimáček, arciděkan R.D. Mgr. Ing. Václav Novák, farní vikář R.D. Jan Pobuda, výpomocný duchovní | Web farnosti – arciděkanství Ústí nad Labem |
| Ústí nad Labem-Střekov         | Církvice • Český Bukov • Mojžíř • Roztoky • Svádov • Zubrnice                                                | R.D. Josef Mazura, farář                                                                                                |                                             |

## Okrskoví vikářové
- do 31. července 2010 Karel Havelka
- od 1. srpna 2010 Józef Szeliga